# 1567

## أحداث
- 25 يوليو: تأسيس مدينة كاراكاس وتقع حاليا في فنزويلا.
- 21 أكتوبر: بدء حصار شيتور والذي استمر إلى 23 فبراير 1568.
- 28 سبتمبر - كوندي يغزو قلعة مونسو بري بالقرب من مو من أجل إلقاء القبض على شخص تشارلز التاسع ملك فرنسا، في إطار مفاجأة مو.

## مواليد
- إليونورا دي ميديشي
- إتيان هوبير، طبيب ومستشرق فرنسي.